# Diego Fagúndez
Diego Santiago Fagúndez Pepe (Montevideo, 14 de febrero de 1995) es un futbolista uruguayo. Juega como delantero en Los Angeles Galaxy de la Major League Soccer de Estados Unidos. Formó parte de la selección sub-20 de Uruguay que disputó el Campeonato Sudamericano Sub-20 de 2015 en donde consiguió el tercer puesto.
Su padre, Washington Fagúndez, fue parte de la Selección de Uruguay como portero en la década de 1990. Alcanzó a jugar en primera división en Central Español, un club humilde de Montevideo. Es el ahijado del exfutbolista internacional Diego Dorta.

## Selección nacional
Fue citado para jugar dos amistosos con Uruguay Sub-20 en el año 2012. Debutó el 9 de octubre en el Parque Capurro, ingresó al minuto 77 y empataron 0 a 0 contra Perú.
En el 2014, fue parte del proceso de la Selección Sub-20 de Uruguay conducida por Fabián Coito.
Volvió a jugar con la Celeste el 4 de agosto ante Perú, ingresó en el segundo tiempo y perdieron 1 a 0.
El 3 de enero de 2015 fue seleccionado para defender a Uruguay en el Campeonato Sudamericano Sub-20.

### Participaciones en juveniles
| Mundial                  | Sede    | Resultado     | Partidos | Goles |
| ------------------------ | ------- | ------------- | -------- | ----- |
| Sudamericano Sub-20 2015 | Uruguay | Tercer puesto | 4        | 0     |

| Detalle de partidos con la Sub-20 | Detalle de partidos con la Sub-20 | Detalle de partidos con la Sub-20 | Detalle de partidos con la Sub-20 | Detalle de partidos con la Sub-20 | Detalle de partidos con la Sub-20       | Detalle de partidos con la Sub-20 | Detalle de partidos con la Sub-20 | Detalle de partidos con la Sub-20 | Detalle de partidos con la Sub-20 |
| N°                                | Rival                             | Resultado                         | Fecha                             | Lugar                             | Competencia                             | Goles                             | Asistencias                       | Ref.                              |                                   |
| --------------------------------- | --------------------------------- | --------------------------------- | --------------------------------- | --------------------------------- | --------------------------------------- | --------------------------------- | --------------------------------- | --------------------------------- | --------------------------------- |
| 1                                 | Perú                              | 0:0 (0:0)                         | 9 de octubre de 2012              | Montevideo · Uruguay              | Amistoso                                | -                                 | -                                 | 1                                 |                                   |
| 2                                 | Perú                              | 2:1 (1:0)                         | 11 de octubre de 2012             | Montevideo · Uruguay              | Amistoso                                | -                                 | -                                 | 2                                 |                                   |
| 3                                 | Perú                              | 0:1 (0:1)                         | 4 de agosto de 2014               | Lima · Perú                       | Amistoso                                | -                                 | -                                 | 3                                 |                                   |
| 4                                 | Perú                              | 1:1 (1:1)                         | 6 de agosto de 2014               | Lima · Perú                       | Amistoso                                | -                                 | -                                 | 4                                 |                                   |
| 5                                 | Colombia                          | 1:0 (0:0)                         | 15 de enero de 2015               | Maldonado · Uruguay               | Campeonato Sudamericano Fase de grupos  | -                                 | -                                 | 5                                 |                                   |
| 6                                 | Chile                             | 6:1 (3:0)                         | 19 de enero de 2015               | Maldonado · Uruguay               | Campeonato Sudamericano Fase de grupos  | -                                 | -                                 | 6                                 |                                   |
| 7                                 | Venezuela                         | 0:1 (0:1)                         | 23 de enero de 2015               | Maldonado · Uruguay               | Campeonato Sudamericano Fase de grupos  | -                                 | -                                 | 7                                 |                                   |
| 8                                 | Perú                              | 3:1 (1:0)                         | 29 de enero de 2015               | Montevideo · Uruguay              | Campeonato Sudamericano Hexagonal final | -                                 | -                                 | 8                                 |                                   |

## Estadísticas

### Clubes
Actualizado hasta su último partido disputado el 7 de agosto de 2025.
| Club                                  | Div.          | Temporada     | Liga  | Liga  | Liga   | Copas nacionales | Copas nacionales | Copas nacionales | Copas internacionales | Copas internacionales | Copas internacionales | Total | Total | Total  |
| Club                                  | Div.          | Temporada     | Part. | Goles | Asist. | Part.            | Goles            | Asist.           | Part.                 | Goles                 | Asist.                | Part. | Goles | Asist. |
| ------------------------------------- | ------------- | ------------- | ----- | ----- | ------ | ---------------- | ---------------- | ---------------- | --------------------- | --------------------- | --------------------- | ----- | ----- | ------ |
| New England Revolution Estados Unidos | 1.ª           | 2011          | 6     | 2     | 1      | —                | —                | —                | —                     | —                     | —                     | 6     | 2     | 1      |
| New England Revolution Estados Unidos | 1.ª           | 2012          | 20    | 2     | 3      | 1                | 0                | 0                | —                     | —                     | —                     | 21    | 2     | 3      |
| New England Revolution Estados Unidos | 1.ª           | 2013          | 31    | 13    | 5      | 3                | 0                | 0                | —                     | —                     | —                     | 34    | 13    | 5      |
| New England Revolution Estados Unidos | 1.ª           | 2014          | 31    | 5     | 4      | —                | —                | —                | —                     | —                     | —                     | 31    | 5     | 4      |
| New England Revolution Estados Unidos | 1.ª           | 2015          | 31    | 6     | 2      | 1                | 0                | 0                | —                     | —                     | —                     | 32    | 6     | 2      |
| New England Revolution Estados Unidos | 1.ª           | 2016          | 34    | 6     | 5      | 5                | 0                | 2                | —                     | —                     | —                     | 39    | 6     | 7      |
| New England Revolution Estados Unidos | 1.ª           | 2017          | 32    | 7     | 9      | 3                | 1                | 0                | —                     | —                     | —                     | 35    | 8     | 9      |
| New England Revolution Estados Unidos | 1.ª           | 2018          | 33    | 9     | 8      | —                | —                | —                | —                     | —                     | —                     | 33    | 9     | 8      |
| New England Revolution Estados Unidos | 1.ª           | 2019          | 26    | 2     | 3      | 2                | 0                | 0                | —                     | —                     | —                     | 28    | 2     | 3      |
| New England Revolution Estados Unidos | 1.ª           | 2020          | 19    | 1     | 0      | —                | —                | —                | —                     | —                     | —                     | 19    | 1     | 0      |
| New England Revolution Estados Unidos | Total club    | Total club    | 263   | 53    | 40     | 15               | 1                | 2                | 0                     | 0                     | 0                     | 278   | 54    | 42     |
| Austin F. C. Estados Unidos           | 1.ª           | 2021          | 33    | 7     | 4      | —                | —                | —                | —                     | —                     | —                     | 33    | 7     | 4      |
| Austin F. C. Estados Unidos           | 1.ª           | 2022          | 37    | 6     | 13     | 1                | 1                | 0                | —                     | —                     | —                     | 38    | 7     | 13     |
| Austin F. C. Estados Unidos           | 1.ª           | 2023          | 19    | 2     | 1      | 1                | 0                | 0                | 4                     | 1                     | 0                     | 24    | 3     | 1      |
| Austin F. C. Estados Unidos           | Total club    | Total club    | 89    | 15    | 18     | 2                | 1                | 0                | 4                     | 1                     | 0                     | 95    | 17    | 18     |
| L. A. Galaxy Estados Unidos           | 1.ª           | 2023          | 11    | 1     | 1      | —                | —                | —                | —                     | —                     | —                     | 11    | 1     | 1      |
| L. A. Galaxy Estados Unidos           | 1.ª           | 2024          | 39    | 4     | 3      | —                | —                | —                | 3                     | 1                     | 0                     | 42    | 5     | 3      |
| L. A. Galaxy Estados Unidos           | 1.ª           | 2025          | 23    | 4     | 0      | —                | —                | —                | 7                     | 0                     | 1                     | 30    | 4     | 1      |
| L. A. Galaxy Estados Unidos           | Total club    | Total club    | 73    | 9     | 4      | 0                | 0                | 0                | 10                    | 1                     | 1                     | 83    | 10    | 5      |
| Total carrera                         | Total carrera | Total carrera | 425   | 77    | 62     | 17               | 2                | 2                | 14                    | 2                     | 1                     | 456   | 81    | 65     |
| 1. 2.                                 |               |               |       |       |        |                  |                  |                  |                       |                       |                       |       |       |        |

### Selecciones
Actualizado al 30 de enero de 2015.
Último partido citado: Uruguay 3-1 Perú
| Selección        | Temporada     | Sudamericano | Sudamericano | Mundial | Mundial | Amistosos | Amistosos | Total | Total |
| Selección        | Temporada     | Part.        | Goles        | Part.   | Goles   | Part.     | Goles     | Part. | Goles |
| ---------------- | ------------- | ------------ | ------------ | ------- | ------- | --------- | --------- | ----- | ----- |
| Sub-20 · Uruguay | 2012-13       | -            | -            | -       | -       | 2         | 0         | 2     | 0     |
| Sub-20 · Uruguay | 2013-14       | -            | -            | -       | -       | 2         | 0         | 2     | 0     |
| Sub-20 · Uruguay | 2014-15       | 4            | 0            | -       | -       | -         | -         | 4     | 0     |
| Sub-20 · Uruguay | Total sel.    | 4            | 0            | -       | -       | 4         | 0         | 8     | 0     |
| Total carrera    | Total carrera | 4            | 0            | -       | -       | 4         | 0         | 8     | 0     |

## Palmarés

### Títulos nacionales
| Título              | Equipo       | País           | Año  |
| ------------------- | ------------ | -------------- | ---- |
| Major League Soccer | L. A. Galaxy | Estados Unidos | 2024 |